# Alcozacán
Alcozacán är en ort i Mexiko.   Den ligger i kommunen Chilapa de Álvarez och delstaten Guerrero, i den södra delen av landet, 210 km söder om huvudstaden Mexico City. Alcozacán ligger 1 878 meter över havet och antalet invånare är 1 293.
Terrängen runt Alcozacán är kuperad åt nordost, men åt sydväst är den bergig. Runt Alcozacán är det ganska glesbefolkat, med 39 invånare per kvadratkilometer. Närmaste större samhälle är Chilapa de Alvarez, 13,2 km nordväst om Alcozacán. I omgivningarna runt Alcozacán växer huvudsakligen savannskog.